# Andrija Štampar
Andrija Štampar (1. září 1888 Brodski Drenovac – 26. června 1958 Záhřeb) byl chorvatský lékař a průkopník sociální medicíny. 
Byl synem venkovského učitele ze Slavonie. V roce 1911 získal lékařský diplom na Vídeňské univerzitě, kde jeho budoucí specializaci zásadně ovlivnil Ludwig Teleky, zkoumající souvislost veřejného zdraví se vzdělaností a životní úrovní. Po studiích nastoupil Štampar do nemocnice v Karlovci a od roku 1919 pracoval na bělehradském ministru zdravotnictví. Zaměřil se na otázky prevence a hygieny, usiloval o kvalitnější bydlení nemajetných vrstev, organizoval boj s tuberkulózou a malárií a vydával osvětové příručky. V roce 1924 začal učit na Záhřebské univerzitě, kde se zasloužil o založení ústavu sociálního lékařství. Pro své levicové postoje byl roku 1931 propuštěn ze státních služeb a odešel do ciziny. Působil jako zdravotnický expert pro Společnost národů a účastnil se likvidace epidemií následujících po katastrofálních povodních v Číně. Přednášel na Harvardově univerzitě a po návratu do Záhřebu mu byla v roce 1939 udělena profesura. Za druhé světové války byl vězněn ustašovským režimem. V letech 1945 až 1946 byl rektorem Záhřebské univerzity a v letech 1947 až 1958 prezidentem Chorvatské akademie věd a umění. Na jeho návrh byla v roce 1955 založena Lékařská fakulta v Rijece. Podílel se na vzniku Světové zdravotnické organizace a byl oceněn medailí Léona Bérarda. V Záhřebu nese Štamparovo jméno zdravotnická škola i firma vyrábějící hygienické potřeby, režisér Mladen Juran o něm natočil dokumentární film Dr. Andrija Štampar, vizionar. 